# Nizsepole
Nizsepole (macedónul: Нижеполе) település Észak-Macedóniában, a Pelagonijai körzet Bitolai járásában.

## Népesség
| Lakosok száma | 574  | 619  | 577  | 512  | 505  | 257  | 231  | 186  | 125  |
|               | 1948 | 1953 | 1961 | 1971 | 1981 | 1991 | 1994 | 2002 | 2021 |

2002-ben 186 lakosa volt, akik közül 105 vlach, 47 macedón, 30 albán és 4 török.